# Adventure (Computerspiel, 1976)
Adventure (englisch für Abenteuer), auch als Colossal Cave Adventure und ADVENT bekannt, ist ein Textadventure. Es gilt allgemein als erstes Computerspiel der Kategorie Adventure, der es seinen Namen gegeben hat. Es wurde ab 1975 von William Crowther programmiert und 1977 von Don Woods signifikant erweitert.

## Handlung
Der Spieler erforscht ein Höhlensystem, in dem Schätze verborgen sind, wobei er für den Zugang zu den Schätzen sowie den tieferen Teilen des Höhlensystems Rätsel lösen und sich mit teils feindlich gesinnten Höhlenbewohnern auseinandersetzen muss. Für das Auffinden von Schätzen und das Lösen von Rätseln vergibt das Spiel Punkte; Spielziel ist das Erreichen der höchstmöglichen Punktzahl.

## Spielprinzip und Technik
Adventure ist ein Textadventure, das heißt, Umgebung und Geschehnisse werden als Bildschirmtext aus- und die Handlungen des Spielers ebenfalls als Text über die Tastatur eingegeben und von einem Parser abgearbeitet. Der Parser verstand dabei einfache Kommandos, z. B. look („schaue“), um sich umzuschauen, Richtungen wie east, west usw., um sich von Raum zu Raum zu bewegen, oder get urn („nimm Urne“), um den Gegenstand „Urne“ aufzuheben. Die Erkennung von Objekten beschränkte sich aus programmtechnischen Gründen auf die ersten fünf Buchstaben des Objektnamens. In der Eingabe get silver („nimm Silber“) erkennt der Parser mithin nur get silve, was speicherökonomisch sinnvoll war, aber bei Entwurf und Programmierung die Verwendung ähnlich benannter Objekte erschwerte.
Das Kommando XYZZY wurde in diesem Spiel als „magisches Wort“ eingesetzt, um als Abkürzung zwischen zwei Orten zu teleportieren. Es gilt daher als einer der ersten Cheats in Computerspielen. Der Begriff fand Eingang in die frühe Hackerkultur und wurde als Referenz in vielen anderen Programmen verwendet. So verwendet das Spiel Minesweeper dieselbe Kombination, mit der man die versteckten Bomben anzeigen kann.

## Produktionsnotizen

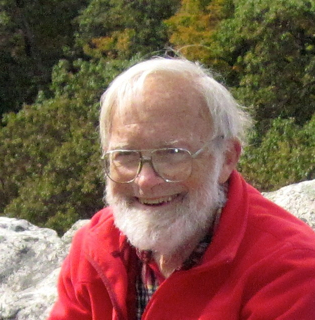
William Crowther (2012)

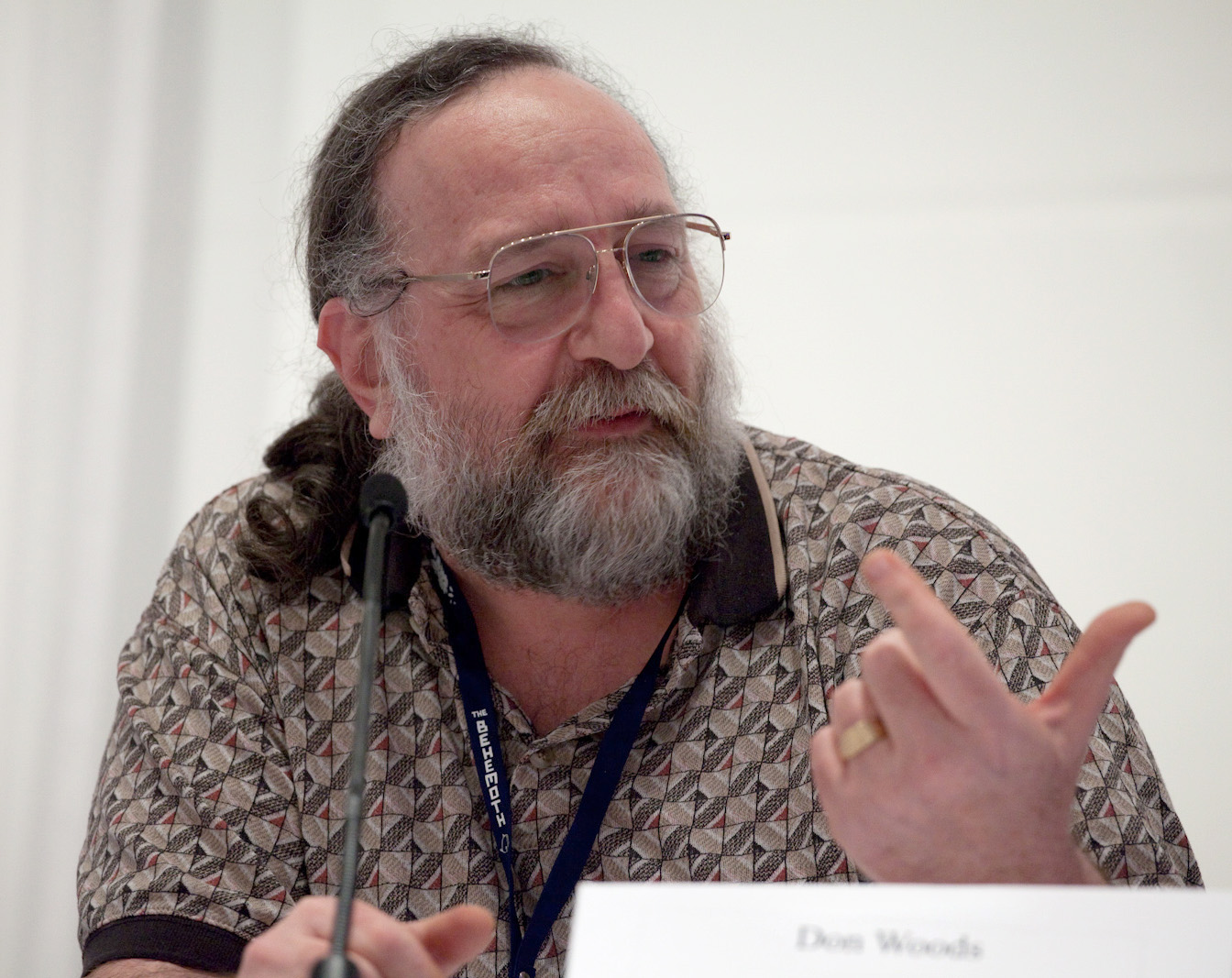
Don Woods (2010)

William Crowther, ein bei BBN Technologies beschäftigter Informatiker und Freizeit-Höhlenforscher, hatte ursprünglich ein textbasiertes Programm über die Begehung des Mammoth- und Flint-Ridge-Tropfsteinhöhlensystems im US-Bundesstaat Kentucky geschrieben. In diesem Programm konnte man hauptsächlich nur von Raum zu Raum gehen und die Beschreibungen lesen. Der lang verschollene Quellcode wurde 2005 in einem alten Backup wiedergefunden. Es wurde auf einem DEC PDP-10-Computer, einem damals verbreiteten Minicomputer, in der Programmiersprache Fortran IV programmiert und war zu dieser Zeit auch als ADVENT bekannt, da Dateinamen nur sechs Zeichen umfassen durften. Crowther erweiterte das Programm um eine Spielhandlung mit diversen, etwas unzusammenhängenden Fantasy-Elementen wie Schätzen, Zwergen, einem Labyrinth und Zaubersprüchen, um so seine beiden Töchter, von denen er nach einer Scheidung getrennt lebte, für eine virtuelle Begehung des Höhlensystems zu begeistern. Die Fantasy-Elemente des Spiels wurden durch Crowthers Erfahrungen mit einer Dungeons-&-Dragons-Rollenspielgruppe geprägt. Ende 1975 oder Anfang 1976 veröffentlichte er das Spiel im Arpanet, das er als BBN-Programmierer mitentwickelt hatte. Das exakte Veröffentlichungsdatum lässt sich nicht mehr rekonstruieren. In den folgenden Monaten erweiterte er das Spiel sukzessive, verlor aber gegen Ende 1976 die Lust an der Weiterentwicklung.
Anfang 1977 stieß Don Woods, Informatikstudent an der Stanford University, im Netzwerk der Universität auf Crowthers Spiel und beschloss, es zu modifizieren. Da Crowther außer seinem Nachnamen in der Spielanleitung keinen Hinweis auf sich als Urheber hinterlassen hatte, gestaltete sich die Kontaktaufnahme schwierig, zumal Crowther mittlerweile den Arbeitgeber gewechselt hatte und für Xerox tätig war. Woods schrieb schließlich eine E-Mail an alle 110 damaligen Teilnehmer des Arpanets mit dem Lokalteil “crowther”, was in technischer Hinsicht die erste dokumentierte Spammail der Informatikgeschichte darstellte. Crowther erhielt die Mail und stellte Woods den Quellcode zur Verfügung. Ab März 1977 erweiterte Woods die Spielhandlung durch diverse weitere Elemente wie einen Piraten, mehr Labyrinthe sowie eine Punktezählung und ein Spielziel, nämlich, alle Schätze an sich zu bringen. Diese ursprüngliche „350-point version“ von Adventure wurde von Woods am 6. Juni 1977 im Arpanet veröffentlicht und verbreitete sich durch Privatkopien rasch an den US-amerikanischen Universitäten und kostete diese nach später geäußerten (nicht ganz ernstgemeinten) Schätzungen etwa zwei Wochen Arbeitszeit je Rechenzentrums-Mitarbeiter.
Schon bald entstanden erweiterte Versionen, die meist nach der maximal zu erreichenden Punktzahl charakterisiert werden. Die im August 1978 veröffentlichte 430-point version erweiterte das Spiel um fünf Schätze sowie diverse Räume und Rätsel und wurde von Woods selbst entwickelt. Die 550-point version war wohl die verbreitetste dieser Erweiterungen.
Die Großrechner-Version von Adventure wurde durch Crowther und Woods nicht kommerziell verwertet. Da der Quellcode verfügbar war, entstanden neben den oben genannten erweiterten, frei zugänglichen Versionen auch kommerzielle Ableger und Spiele, die lose auf Adventure basierten. Der Microsoft-Angestellte Gordon Letwin veröffentlichte im August 1978 die erste (in seiner Freizeit entwickelte) Adventure-Portierung für einen Heimcomputer, und zwar für den Heathkit H8. Adventure wurde weiterhin zur Inspiration für das von Scott Adams entworfene, 1978 als erstes kommerzielles Adventure veröffentlichte Adventureland. 1979 entwickelte Gordon Letwin eine leicht erweiterte Version für den Heimcomputer TRS-80, die er an seinen Arbeitgeber lizenzierte, der sie als Microsoft Adventure veröffentlichte. Schon Mitte Mai 1977 sorgte Woods’ erweiterte Version für Aufmerksamkeit am MIT. Im Juni 1977 gab es dort eine erste Version von Zork, einem wesentlich überarbeiteten Programm, das kontinuierlich weiterentwickelt wurde. Die Zork-Schöpfer gründeten das Unternehmen Infocom und produzierten ab 1980 Zork-Versionen, mehrere Nachfolger und diverse andere Adventurespiele für Heimcomputer. Ab 1984 war die Großrechner-Version von Adventure über den Internetdienstanbieter Compuserve online spielbar.
1979 wurde ein gleichnamiges Computerspiel für den Atari 2600 veröffentlicht. Dieses war allerdings ein grafikbasiertes Spiel mit eigenständiger Handlung, somit keine Portierung oder Umsetzung des textbasierten Adventure.

### Remake
Im März 2022 kündigten Ken und Roberta Williams, Gründer des Entwicklerstudios Sierra On-Line, an, noch im selben Jahr ein auf Adventure basierendes 3D-Adventure veröffentlichen zu wollen. Am 19. Januar 2023 wurde das Remake des Klassikers unter dem Namen Colossal Cave von Cygnus Entertainment mit moderner Grafik für Microsoft Windows, Linux, macOS, PlayStation 5, Xbox Series und Nintendo Switch veröffentlicht.

## Rezeption
Nick Montfort, Professor für digitale Medien am MIT, bezeichnet Adventure als Urform der nicht trennscharfen Spielegattungen Textadventure und Interactive Fiction sowie als „großes, ursprüngliches Epos der Interactive Fiction“. Sarah Sloane, Dozentin für Englisch an der Colorado State University, stellte heraus, dass Adventure diverse Genrekonventionen für digitale Fiktion festgelegt habe, so das Interface und die Navigation innerhalb der Spielwelt. Für den US-amerikanischen Technikjournalisten und Autoren Steven Levy ist Adventure „eine Metapher auf das Programmieren an sich“: Die Vertiefungen, die man in der Höhle erkunde, fänden ihre Entsprechung in den maschinennahen Ebenen, mit denen man sich bei der Programmierung in Assembler befasse, sowohl beim Spielen von Adventure als auch beim Programmieren könne man leicht die Orientierung verlieren, und beide machten süchtig. Der britische Mathematiker und Inform-Erfinder Graham Nelson stellte heraus, dass in den fünf Jahren nach der Veröffentlichung fast alle Adventures inhaltlich dem Spiel von Crowther und Woods folgten und ebenfalls ein Gebiet zur Erkundung und das Sammeln einer Anzahl Schätze als Spielziel boten.
Für Johannes Grenzfurthner (in seiner Dokumentation Traceroute) ist Adventure ein besonderes Beispiel für generationenübergreifende Zusammenhänge. Für ihn gibt es eine direkte Verbindung vom Sklaven Stephen Bishop, der die ersten Höhlenkarten der Mammoth Cave angelegt hat, zum Programmierer und Höhlenenthusiasten William Crowther, der nach seiner Scheidung ein Spiel entwickeln wollte, um eine Bindung mit seinen Kindern aufrechterhalten zu können. Die Computerspielentwicklerin Roberta Williams, die stark von Adventure beeinflusst wurde und als Frau in einer Männerdomaine arbeitete, schließt, so Grenzfurthner „einen geschichtlichen Bogen von Unterdrückung, Entdeckungswillen, Verlust und Schöpfungskraft, der tief in der mit Problemen belasteten Geschichte der Vereinigten Staaten verwurzelt ist.“
Adventure ist in einer C-Portierung Teil der BSD-Unix-Distributionen.